# Altagracia de Orituco
Altagracia de Orituco é uma cidade da Venezuela localizada no estado de Guárico. Altagracia de Orituco é a capital do município de José Tadeo Monagas.